# Marianna Komlos
Marianna Komlos (Kitimat, Columbia Británica, 3 de septiembre de 1969-Prince George, Columbia Británica, 26 de septiembre de 2004) fue una fisicoculturista, modelo de fitness y mánager de lucha libre profesional canadiense. Komlos fue conocida por su breve tiempo trabajando para la empresa World Wrestling Federation (hoy WWE) en 1999, donde se presentó con los nombres de Marianna y Mrs. Cleavage. 
Antes de adentrarse a la lucha libre, Komlos fue una exitosa fisicoculturista que ganó en varios concursos y apareció en portadas de varias revistas de fisicoculturismo. En 1999, Komlos debutó dentro de la empresa de lucha libre WWF. Su primer gimmick fue bajo el nombre «Mrs. Cleavage» como la «madre» (kayfabe) y mánager para el luchador Beaver Cleavage. Los personajes fueron breves y más tarde ese mismo año fueron desechados. Sus personajes sufrieron un repackage y volvieron a aparecer esta vez con los nombres «Marianna» y «Chaz» respectivamente. Fue introducida como la novia para el luchador y al igual que su anterior personaje se convirtió en su mánager. Con esto, ambos comenzaron una storyline amorosa que culminó con Marianna siendo arrestada (kayfabe) al mentir que había sido golpeada por Chaz. Su arresto fue la última aparición que hizo para la empresa. 
En el año 2000, incursiono como luchadora profesional dentro del circuito independiente en Canadá teniendo solamente dos combates y además apareció en una película titulada Noble Blade (2000). Komlos falleció el 26 de septiembre de 2004 a los 35 años debido a cáncer de mama. 

## Primeros años
Marianna Komlos nació el 3 de septiembre de 1969 en Kitimat, Canadá. Tuvo dos hermanos, Terez y Sandor.

## Carrera como fisicoculturista
Antes de comenzar como fisicoculturista, pesaba 197 libras (89 kilogramos). Komlos comenzó a competir en concursos provinciales en 1993, y finalmente ganó la clase middleweight en los campeonatos de Columbia Británica en 1997. 
Apareció en las portadas de varias revistas incluyendo Muscle & Fitness (1997), Flex (1997), Women's Physique World (1997), y Natural Bodybuilding & Fitness. El libro Greatest Bodybuilders to Ever Compete: Top 100 (en español, Los mejores fisicoculturistas en haber competido: Top 100), posicionó a Komlos en número «36».

## Carrera en la lucha libre profesional

### World Wrestling Federation (1999)
Komlos comenzó a aparecer en una serie de viñetas promocionales transmitidas en 1999 como la «madre» (kayfabe) del luchador Beaver Cleavage con el nombre Mrs. Cleavage. El personaje parodiaba al programa de televisión Leave It to Beaver transmitido entre los años 50 y 60s. El 31 de mayo en un episodio de Raw, Komlos debutó junto a Cleavage acompañándolo como su mánager en un combate contra Christian, en el cual salió victorioso con ayuda de Michael Hayes y The Hardy Boyz.
Ambos regresaron el 28 de junio en un episodio de Raw, en el cual cambiaron de personaje durante una promo estilo shoot con Beaver ahora llamado Chaz y con ella ahora llamada Marianna y siendo introducida como su novia. El 5 de julio, Marianna acompañó a Chaz durante un combate contra Jeff Jarrett por el Campeonato Intercontinental de WWF, en el cual Chaz fue derrotado y además fueron salvados por Trasher de un ataque por parte de Jarrett y su mánager Debra. El 1 de agosto en un episodio de Heat, Marianna fue «tocada inapropiadamente» por Prince Albert y esto conllevo a Chaz a atacarlo, lo que provocó que el combate que tenían pactado para esa noche se cancelara. Más tarde, Albert saldría al ring para hacer comentarios insultando a Marianna, con Chaz nuevamente saliendo a atacarlo antes de que un hombre misterioso vestido de blanco saliera de la audiencia para atacarlo junto a Albert. Al final, Albert tomo a Marianna y la beso contra su voluntad. El 21 de agosto en un episodio de Shotgun Saturday Night, Marianna acompañó a Chaz durante un combate contra Mr. Ass (Billy Gunn), en el cual fue derrotado. El 30 de agosto en un episodio de Raw, Chaz vio a Marianna besarse con el luchador Meat en un vídeo proporcionado por «GTV» y tras esto Terri (la novia kayfabe de Meat) y Chaz los atacaron respectivamente a ambos. El 5 de septiembre en un episodio de Heat, Marianna acompañó a Meat en un combate contra Chaz, en el cual Chaz ganó luego de que Marianna interfiriera a favor de Meat antes de que fuese nuevamente atacada por Terri.

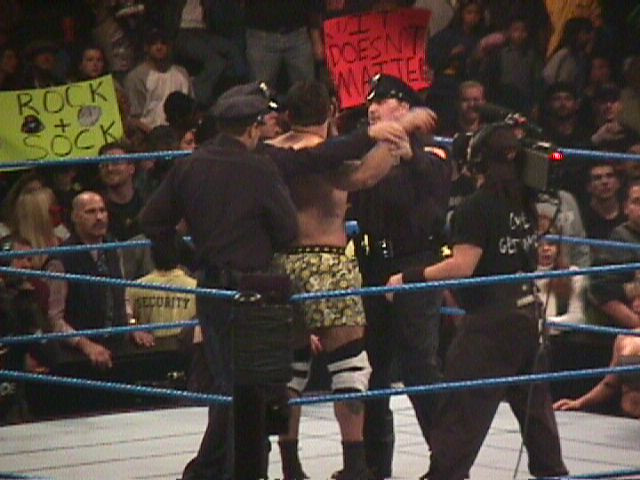
Chaz siendo arrestado por los policías de Marianna durante un episodio de Heat en octubre de 1999.

El 12 de septiembre en un episodio de Heat, Chaz anuncio durante una entrevista que él y Marianna ahora estarían en «caminos separados» antes de que fuese distraído más tarde esa noche por ella durante un combate contra Droz, provocando que fuera derrotado. Al día siguiente en un episodio de Raw, Marianna apareció con un ojo morado durante un combate entre Chaz y The Godfather insinuando que Chaz la había golpeado, lo cual lo distrajo y provocó que perdiera el combate. El 19 de septiembre en un episodio de Heat, Marianna apareció con varios policías durante un combate entre Mideon y Chaz con el fin de que lo arrestaran debido al golpe, lo que causó una distracción para Chaz que consecuentemente hizo que perdiera el combate. El 10 de octubre en un episodio de Heat, una vez más Marianna interfirió en un combate de Chaz esta vez contra Steve Blackman y nuevamente intento que lo arrestaran por el golpe. Sin embargo, Glen Ruth quien era excompañero de equipo de Chaz salió para mostrar un vídeo proporcionado por «GTV», el cual reveló que Marianna había fingido todo y el golpe solo era maquillaje para después ser ella quien fuese arrestada por la policía. Después de esto, Marianna desapareció de la programación de World Wrestling Federation y Chaz volvió con su compañero Glen Ruth para reformar al equipo The Headbangers.

### Circuito independiente (2000)
En el año 2000, Komlos hizo su regreso a la lucha libre trabajando dentro del circuito independiente en Winnipeg, Canadá para la promoción No Holds Barred. Esta vez trato de seguir una carrera como luchadora, sin embargo, solo participó en dos combates ambos llevados a cabo el 1 de diciembre, siendo derrotada por Mean Mad Midget en uno de ellos y derrotando a Chi Chi Cruz en otro. Tiempo después se retiraría por completo del negocio de la lucha libre.

## Otros medios
De acuerdo a IMDb, Komlos tuvo un papel en una película titulada Noble Blade (2000), siendo acreditada con un personaje llamado «Deb».

## Vida personal
Komlos se casó con el artista marcial y stuntman (en español, doble de riesgo) Paul Lazenby en 2004. Tuvo una hija a la cual bautizo como Amanda.

## Enfermedad y muerte
El 26 de septiembre de 2004, Komlos falleció a los 35 años de edad en Prince George, Canadá, luego de una larga batalla contra el cáncer de mama. Su cuerpo fue cremado.

## Campeonatos y logros

### Fisicoculturismo
- 1996 Gators Classic (Vancouver, BC) – 1.º[6]
- 1997 Campeonato de Columbia Británica – 1.º[6]
- 1997 Women's Extravaganza – 1.º[6]